# Album al numero uno nella Billboard 200 nel 1996
Di seguito è proposta la lista degli album al numero uno nella Billboard 200 nel 1996.

## Billboard 200
| † | Indica l'album con le migliori prestazioni del 1996. |

| Data         | Album                                 | Artista                        | Tot. sett. #1 | Unità vendute | Fonti         |
| ------------ | ------------------------------------- | ------------------------------ | ------------- | ------------- | ------------- |
| 6 gennaio    | Daydream                              | Mariah Carey                   | 6             | 759.959       | [ 1 ]         |
| 13 gennaio   | Daydream                              | Mariah Carey                   | 6             | 414.000       | [ 2 ] [ 3 ]   |
| 20 gennaio   | Waiting to Exhale                     | Whitney Houston e artisti vari | 5             | 231.000       | [ 4 ]         |
| 27 gennaio   | Waiting to Exhale                     | Whitney Houston e artisti vari | 5             | 174.000       | [ 5 ] [ 6 ]   |
| 3 febbraio   | Waiting to Exhale                     | Whitney Houston e artisti vari | 5             | 159.000       | [ 7 ] [ 8 ]   |
| 10 febbraio  | Waiting to Exhale                     | Whitney Houston e artisti vari | 5             | 131.000       | [ 9 ] [ 10 ]  |
| 17 febbraio  | Waiting to Exhale                     | Whitney Houston e artisti vari | 5             | 118.000       | [ 11 ] [ 12 ] |
| 24 febbraio  | Jagged Little Pill †                  | Alanis Morissette              | 10            | 132.000       | [ 13 ] [ 14 ] |
| 2 marzo      | All Eyez on Me                        | 2Pac                           | 2             | 566.500       | [ 14 ] [ 15 ] |
| 9 marzo      | All Eyez on Me                        | 2Pac                           | 2             | 270.000       | [ 16 ] [ 17 ] |
| 16 marzo     | Jagged Little Pill †                  | Alanis Morissette              | 10            | 241.000       | [ 18 ] [ 19 ] |
| 23 marzo     | Jagged Little Pill †                  | Alanis Morissette              | 10            | 251.000       | [ 20 ]        |
| 30 marzo     | Jagged Little Pill †                  | Alanis Morissette              | 10            | 233.000       | [ 21 ] [ 22 ] |
| 6 aprile     | Anthology 2                           | The Beatles                    | 1             | 441.000       | [ 23 ] [ 24 ] |
| 13 aprile    | Jagged Little Pill †                  | Alanis Morissette              | 10            | 213.000       | [ 25 ] [ 26 ] |
| 20 aprile    | Jagged Little Pill †                  | Alanis Morissette              | 10            | 254.000       | [ 27 ] [ 28 ] |
| 27 aprile    | Jagged Little Pill †                  | Alanis Morissette              | 10            | 200.000       | [ 29 ] [ 30 ] |
| 4 maggio     | Evil Empire                           | Rage Against the Machine       | 1             | 249.000       | [ 30 ] [ 31 ] |
| 11 maggio    | Fairweather Johnson                   | Hootie & the Blowfish          | 2             | 411.000       | [ 32 ] [ 33 ] |
| 18 maggio    | Fairweather Johnson                   | Hootie & the Blowfish          | 2             | 259.000       | [ 34 ] [ 35 ] |
| 25 maggio    | The Score                             | Fugees                         | 4             | 206.000       | [ 36 ] [ 37 ] |
| 1º giugno    | The Score                             | Fugees                         | 4             | 189.000       | [ 37 ] [ 38 ] |
| 8 giugno     | The Score                             | Fugees                         | 4             | 180.000       | [ 39 ] [ 40 ] |
| 15 giugno    | The Score                             | Fugees                         | 4             | 179.000       | [ 41 ]        |
| 22 giugno    | Load                                  | Metallica                      | 4             | 680.000       | [ 42 ] [ 43 ] |
| 29 giugno    | Load                                  | Metallica                      | 4             | 302.000       | [ 44 ] [ 45 ] |
| 6 luglio     | Load                                  | Metallica                      | 4             | 219.000       | [ 46 ] [ 47 ] |
| 13 luglio    | Load                                  | Metallica                      | 4             | 172.000       | [ 47 ] [ 48 ] |
| 20 luglio    | It Was Written                        | Nas                            | 4             | 269.000       | [ 49 ] [ 50 ] |
| 27 luglio    | It Was Written                        | Nas                            | 4             | 161.000       | [ 51 ] [ 52 ] |
| 3 agosto     | It Was Written                        | Nas                            | 4             | 144.000       | [ 53 ] [ 54 ] |
| 10 agosto    | It Was Written                        | Nas                            | 4             | 132.000       | [ 54 ] [ 55 ] |
| 17 agosto    | Beats, Rhymes and Life                | A Tribe Called Quest           | 1             | 173.000       | [ 56 ] [ 57 ] |
| 24 agosto    | Jagged Little Pill †                  | Alanis Morissette              | 10            | 121.000       | [ 58 ] [ 59 ] |
| 31 agosto    | Jagged Little Pill †                  | Alanis Morissette              | 10            | 120.000       | [ 60 ] [ 61 ] |
| 7 settembre  | Jagged Little Pill †                  | Alanis Morissette              | 10            | 115.000       | [ 62 ] [ 63 ] |
| 14 settembre | No Code                               | Pearl Jam                      | 2             | 366.500       | [ 63 ] [ 64 ] |
| 21 settembre | No Code                               | Pearl Jam                      | 2             | 146.000       | [ 65 ] [ 66 ] |
| 28 settembre | Home Again                            | New Edition                    | 1             | 227.000       | [ 67 ]        |
| 5 ottobre    | Falling into You                      | Celine Dion                    | 3             | 132.000       | [ 68 ] [ 69 ] |
| 12 ottobre   | Falling into You                      | Celine Dion                    | 3             | 131.000       | [ 69 ] [ 70 ] |
| 19 ottobre   | From the Muddy Banks of the Wishkah   | Nirvana                        | 1             | 158.000       | [ 71 ] [ 72 ] |
| 26 ottobre   | Falling into You                      | Céline Dion                    | 3             | 136.000       | [ 73 ] [ 74 ] |
| 2 novembre   | Recovering the Satellites             | Counting Crows                 | 1             | 160.000       | [ 75 ] [ 76 ] |
| 9 novembre   | Best Of Volume I                      | Van Halen                      | 1             | 233.000       | [ 77 ] [ 78 ] |
| 16 novembre  | Anthology 3                           | The Beatles                    | 1             | 236.000       | [ 79 ] [ 80 ] |
| 23 novembre  | The Don Killuminati: The 7 Day Theory | Makaveli                       | 1             | 664.000       | [ 81 ] [ 82 ] |
| 30 novembre  | Tha Doggfather                        | Snoop Doggy Dogg               | 1             | 478.971       | [ 83 ] [ 84 ] |
| 7 dicembre   | Razorblade Suitcase                   | Bush                           | 2             | 295.000       | [ 85 ] [ 86 ] |
| 14 dicembre  | Razorblade Suitcase                   | Bush                           | 2             | 200.000       | [ 87 ] [ 88 ] |
| 21 dicembre  | Tragic Kingdom                        | No Doubt                       | 9             | 229.000       | [ 89 ]        |
| 28 dicembre  | Tragic Kingdom                        | No Doubt                       | 9             | 329.000       | [ 90 ] [ 91 ] |

Note:
1. ↑  Ha raggiunto il numero uno anche nel 1995
2. ↑  Ha raggiunto il numero uno anche nel 1997